# Corambis logunovi
Corambis logunovi (лат.) — вид пауков-скакунов из подсемейства Salticinae. Назван в честь российского арахнолога Дмитрия Логунова.

## Распространение
Океания: Новая Каледония.

## Описание
Мелкие пауки-скакуны оранжево-коричневого цвета, длина менее 1 см. Самцы: головогрудь в основном коричневая с серыми волосками; брюшко очень узкое и вытянутое, коричневое; вентер и узкий клипеус коричневые; хелицеры, максиллы и лабиум коричневые; стернум светлый; первая пара ног коричневая, другие ноги и педипальпы серовато-оранжевые. Самки: тело очень узкое и длинное; головогрудь оранжевая; вокруг глаз чёрные отметины, волоски серые; брюшко серое; клипеус и хелицеры оранжево-серые; педипальпы желтоватые; максиллы и лабиум оранжево-серые; стернум желтоватый; вентер серый; все ноги серовато-оранжевые.

## Классификация и этимология
Вид был впервые описан в 2019 году польскими арахнологами Барбарой Патолетой и Мареком Забкой (Siedlce University of Natural Sciences and Humanities, Седльце, Польша) вместе с видами Corambis pantherae и Corambis jacknicholsoni. Включён в состав трибы Viciriini из номинативного подсемейства Salticinae.